# Mokra Prawa
Mokra Prawa est une localité polonaise de la gmina et du powiat de Skierniewice en voïvodie de Łódź.